# Slowakisches Paradies
Koordinaten: 48° 55′ N, 20° 25′ O

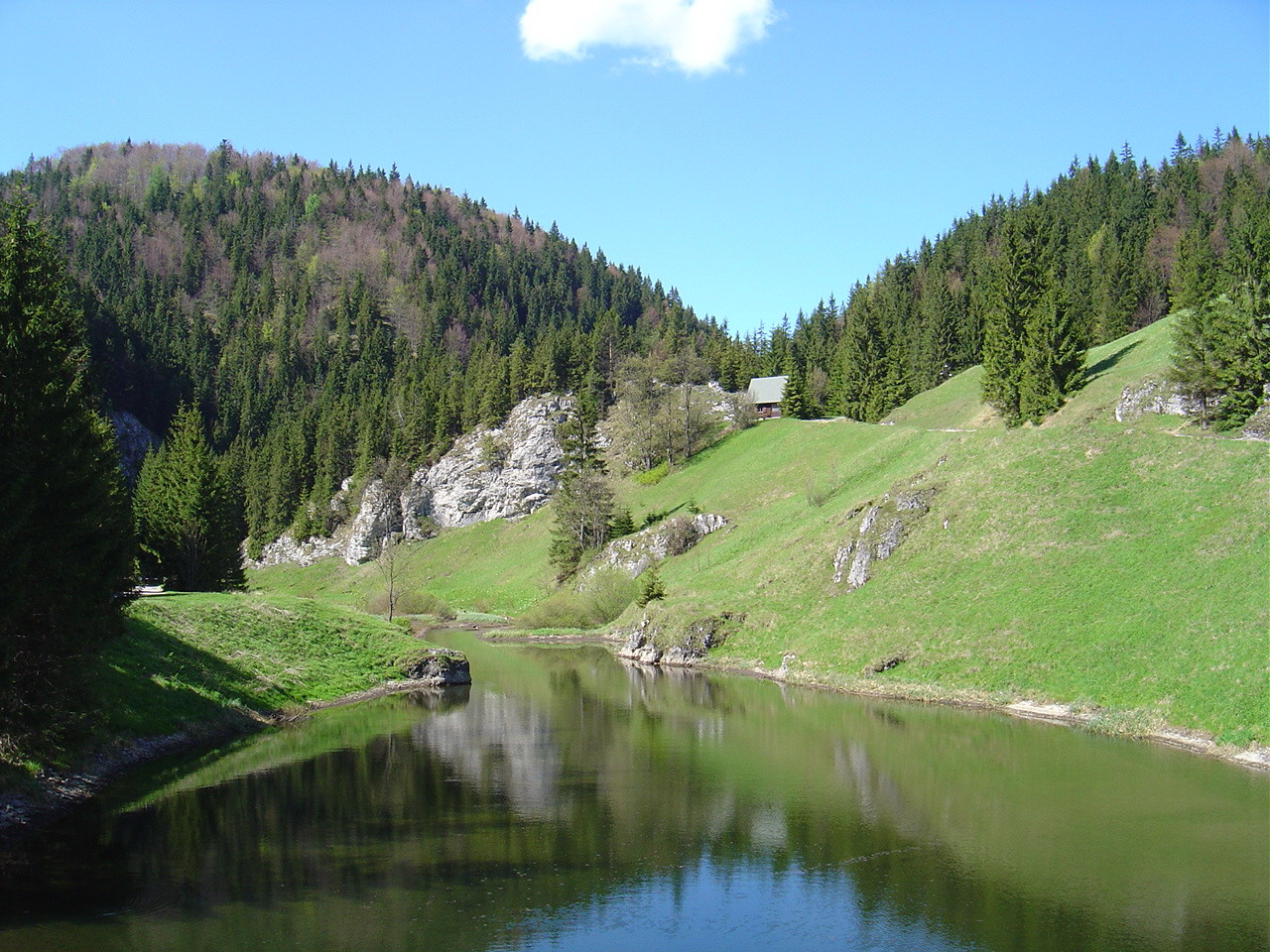
Stratenská píla im Slowakischen Paradies

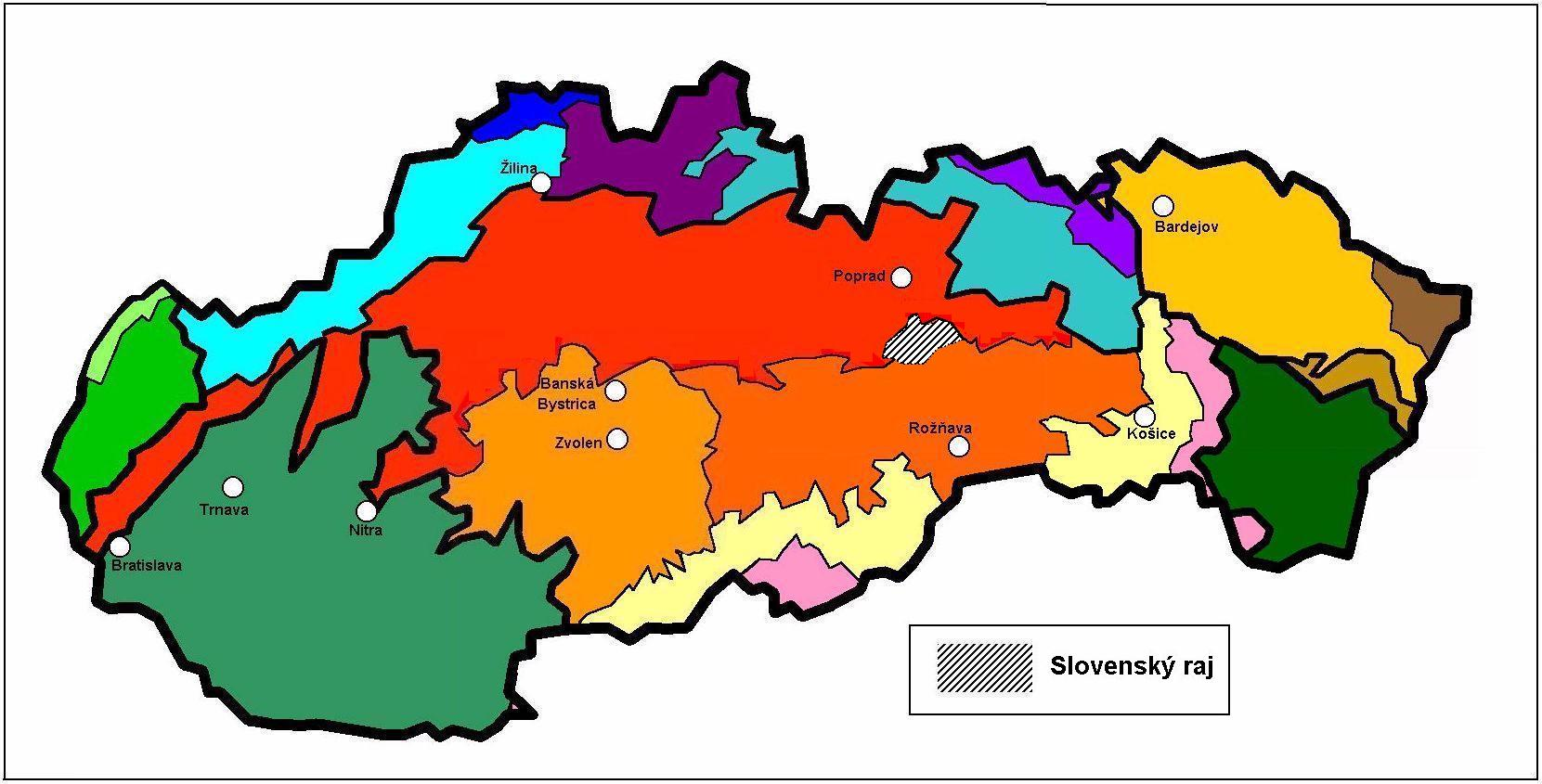
Das Slowakische Paradies innerhalb der Geomorphologischen Einteilung der Slowakei

Das Slowakische Paradies (slowakisch Slovenský raj) ist ein Gebirgszug im Zentrum der Slowakei. Es ist Teil der geomorphologischen Einheit Spišsko-gemerský kras (übersetzt Zips-Gemerer Karst), die ihrerseits zum Slowakischen Erzgebirge in den Westkarpaten gehört. Die durchschnittliche Höhe des Gebietes liegt bei 800 bis 1100 Meter über dem Meer.
Der Gebirgszug wird durch den Nationalpark Slowakisches Paradies geschützt. Dieser umfasst mehr als 200 km² und befindet sich im nordöstlichen Teil der Westkarpaten, in den Bezirken Spišská Nová Ves und Poprad. Es ist geprägt durch zahlreiche Schluchten und kleinere Wasserfälle, in denen teilweise spektakuläre Wanderwege (u. a. mit freistehenden Leitern) angelegt wurden. Auch zahlreiche Höhlen sind hier zu finden, z. B. die Dobšinská ľadová jaskyňa (Dobschauer Eishöhle).
Das Slowakische Paradies bietet ganzjährig Möglichkeiten für sportliche Aktivitäten, unter anderem Wandern, Skifahren und Sportklettern.
Das Gebiet war mehrfach von schweren Waldbränden betroffen. So brannte im Sommer 1976 eine Fläche von 30 ha, im Oktober 2000 eine Fläche von über 60 ha und im Juli 2007 eine Fläche von über 15 ha Wald nieder. Wegen der schlechten Zugänglichkeit bereitet die Brandbekämpfung jeweils große Schwierigkeiten.